# Chlum Svaté Maří
Chlum Svaté Maří (Duits: Maria Kulm, 1960-1990 Tsjechisch: Chlum nad Ohří) is een gemeente in de Tsjechische regio Karlsbad. De gemeente ligt op 539 meter hoogte aan de rivier Eger, drie kilometer ten noorden van de stad Kynšperk nad Ohří. De gemeente ligt aan de noordelijke voet van het natuurgebied Slavkovský les.

## Geschiedenis
De eerste schriftelijke vermelding van het dorp stamt uit het jaar 1341, maar waarschijnlijk is het al ouder. Al sinds de 13e eeuw is er in het dorp een houten kapel met een standbeeld van de maagd Maria. Op de plaats van de kapel werd rond het jaar 1400 een stenen kerk gebouwd. In 1429 werd de kerk door de Hussieten verbrand, maar al snel werd hij weer opgebouwd.
In de loop van de 15e eeuw ontwikkelde Chlum zich tot een vlek en in 1651 kreeg het de status van marktvlek. Na de Tweede Wereldoorlog, toen de communisten aan de macht kwamen, werd de kerk verwaarloosd en werd zelfs de officiële naam van het dorp veranderd in Chlum nad Ohří: Chlum aan de Ohře. Na de Fluwelen Revolutie werd de kerk weer belangrijker en werd de oude naam weer aangenomen.

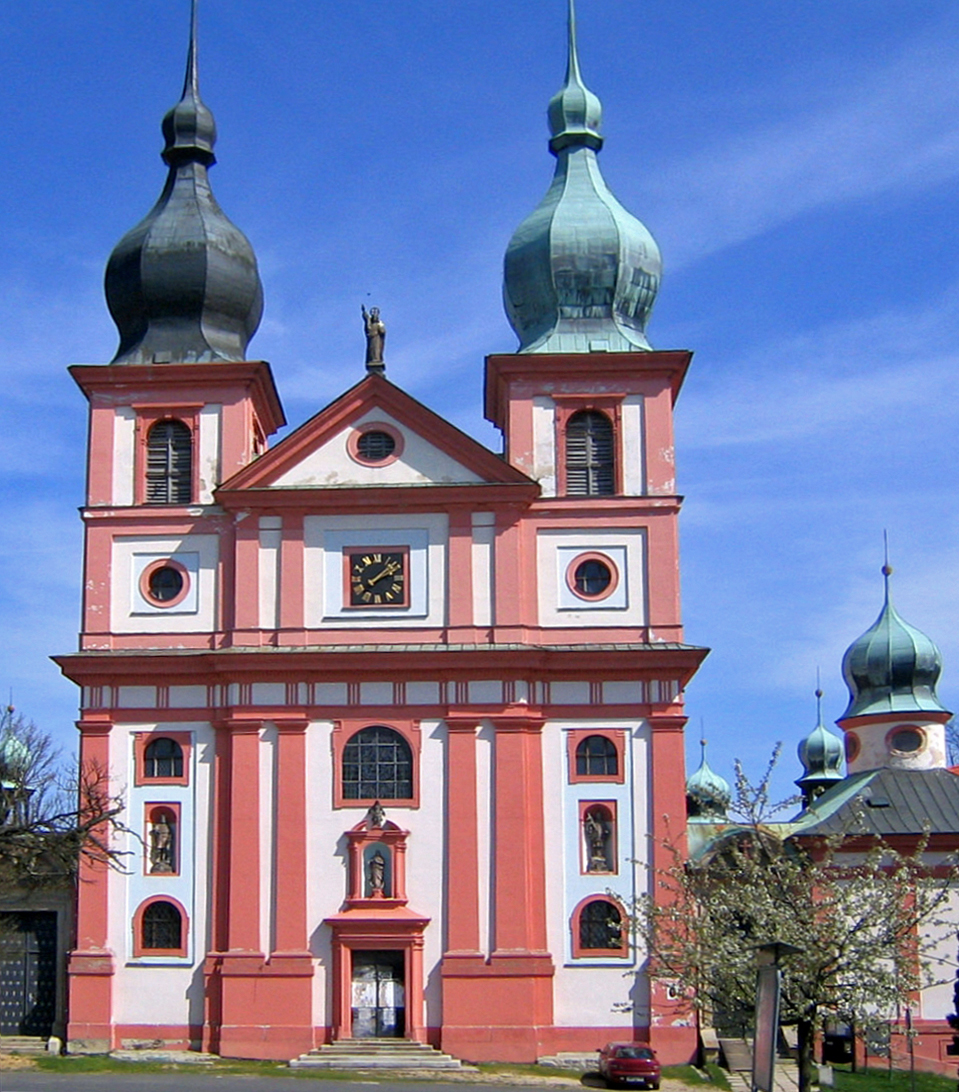
Kerk

Březová · Bublava · Bukovany · Chlum Svaté Maří · Chodov · Citice · Dasnice · Dolní Nivy · Dolní Rychnov · Habartov · Horní Slavkov · Jindřichovice · Josefov · Kaceřov · Krajková · Královské Poříčí · Kraslice · Krásno · Kynšperk nad Ohří · Libavské Údolí · Loket · Lomnice · Nová Ves · Nové Sedlo · Oloví · Přebuz · Rotava · Rovná · Staré Sedlo · Stříbrná · Svatava · Šabina · Šindelová · Sokolov · Tatrovice · Těšovice · Vintířov · Vřesová